# Jisgav
Jisgav (hebrejsky: ישגב) je čtvrť v severovýchodní části Tel Avivu v Izraeli. Je součástí správního obvodu Rova 2 a samosprávné jednotky Rova Cafon Mizrach.

## Geografie
Leží na severovýchodním okraji Tel Avivu, cca 5 kilometrů od pobřeží Středozemního moře a necelý 1 kilometr severně od řeky Jarkon, v nadmořské výšce cca 30 metrů. Na východě sousedí s podnikatelskou zónou Kirjat Atidim, na severu se čtvrtí Ramat ha-Chajal, na západě se čtvrtí Neve Dan a na jihu s pásem zeleně podél Jarkonu, u kterého stojí nová budova Nemocnice Asuta Tel Aviv.

## Popis čtvrti
Plocha čtvrti je vymezena na severu na jihu a východě ulicí Raoul Wallenberg a na západě Mišmar ha-Jarden. Severně od ulice David Tritch už začíná čtvrť Ramat ha-Chajal. Převládá zde nižší individuální zástavba. V roce 2007 tu žilo 4206 obyvatel (údaje společné pro čtvrtě Jisgav a Ramat ha-Chajal). 